# Kulob
Kulob je město v Tádžikistánu, které má přibližně 106 tisíc obyvatel a je čtvrté největší v zemi. Nachází se v Chatlonském vilájetu asi 200 km jihovýchodně od hlavního města Dušanbe, leží na úpatí pohoří Hazrati Šoh v nadmořské výšce okolo 580 m a protéká jím řeka Jachsu. V sovětské éře bylo město známo pod poruštěným názvem Kuljab.
V roce 2006 slavil Kulob 2700 let od svého založení, i když autentičnost tohoto data není písemně doložena. Původně se nazýval Chatlon, název Kulob („Jezero“) se objevuje až od 18. století. Město původně patřilo Bucharskému chanátu a v roce 1868 ho ovládli Rusové. V roce 1934 byl Kulob povýšen na město. Město je centrem bavlnářské oblasti a proslulo výrobou koberců. Významnou historickou památkou je mauzoleum súfistického učence Míra Saída Alího Hamadáního.
V nedalekém městečku Danghara se narodil tádžický prezident Emómalí-ji Rahmón a v době občanské války patřila oblast kolem Kulobu k baštám jeho stoupenců. Ozbrojené síly Ruské federace využívaly v Kulobu motostřeleckou základnu, kterou opustily v roce 2015.

## Partnerská města
- Hamadán
- Konya